# Xã East Nelson, Quận Moultrie, Illinois
Xã East Nelson (tiếng Anh: East Nelson Township) là một xã thuộc quận Moultrie, tiểu bang Illinois, Hoa Kỳ. Năm 2010, dân số của xã này là 1.055 người.